# Pietro Ferraris
Pietro Ferraris (Vercelli, 1912. február 15. – 1991. október 11.) világbajnok olasz labdarúgó, csatár.

## Pályafutása

### Klubcsapatban
1929 és 1932 között szülővárosa csapatában, a Pro Vercelli játszott. 1932 és 1936 között a Napoli labdarúgója volt. 1936 és 1941 között az Ambrosiana együttesében szerepelt két bajnoki címet (1937–38, 1939–40) és egy olasz kupa győzelmet (1939) ért el a csapattal. 1941-ben a Torino csapatához szerződött, ahol négy bajnoki címet (1942–43, 1945–46, 1946–47, 1947–48) és egy újabb olasz kupa győzelmet (1943) ért el. 1948 és 1950 között a Novara labdarúgója volt és itt fejezte be az aktív labdarúgást.

### A válogatottban
1935 és 1947 között 14 alkalommal szerepelt az olasz labdarúgó-válogatottban és három gólt szerzett. Tagja volt az 1938-as világbajnokságon aranyérmet nyert csapatnak.

## Sikerei, díjai
Olaszország
- Világbajnokság
  - aranyérmes: 1938, Franciaország

 Ambrosiana
- Olasz bajnokság (Serie A)
  - bajnok: 1937–38, 1939–40
- Olasz kupa (Coppa Italia)
  - győztes: 1939

 Torino
- Olasz bajnokság (Serie A)
  - bajnok: 1942–43, 1945–46, 1946–47, 1947–48
- Olasz kupa (Coppa Italia)
  - győztes: 1943